# Minnesmärke – Raoul Wallenberg

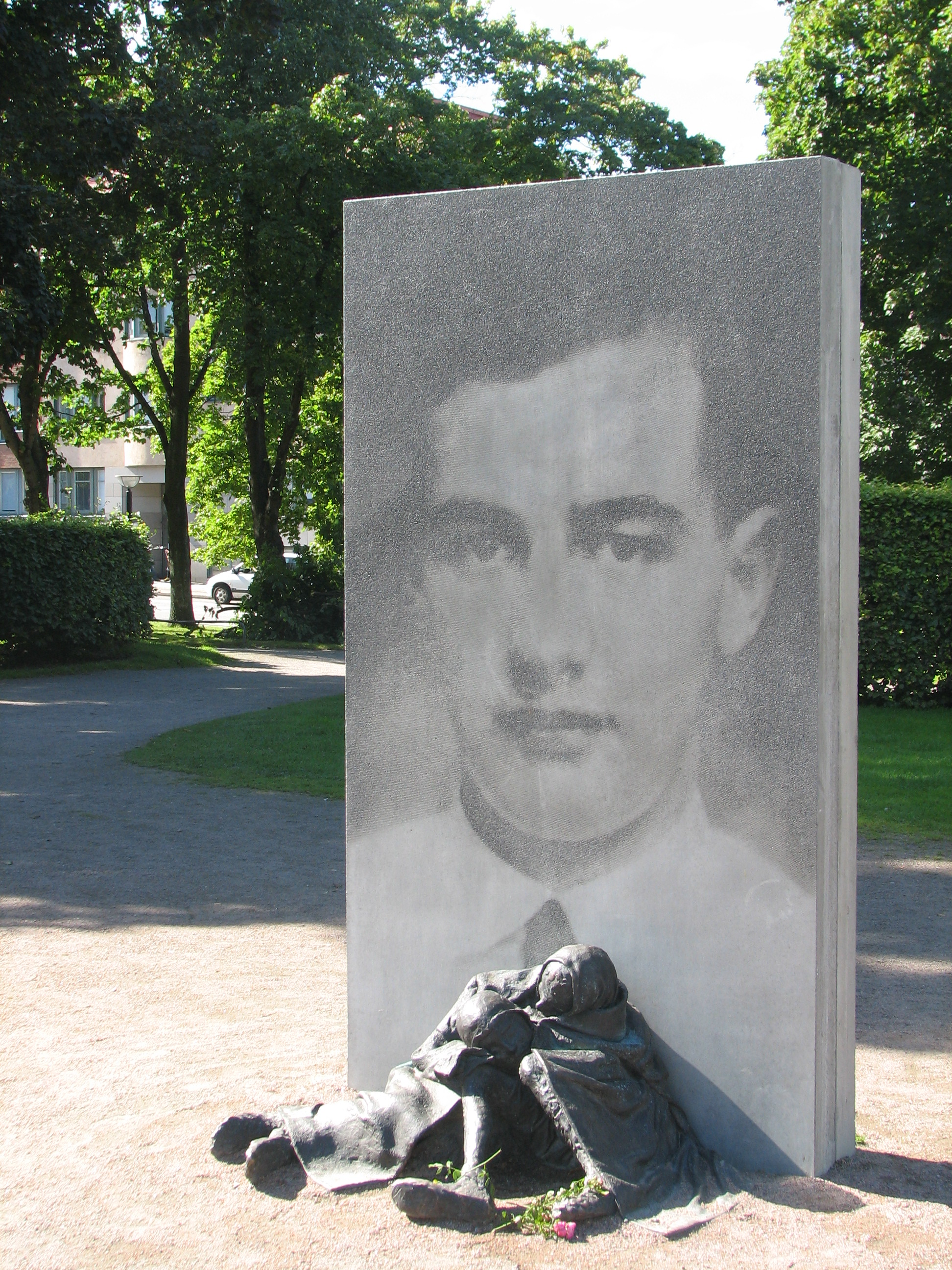
Minnesmärket över Raoul Wallenberg.

Minnesmärke – Raoul Wallenberg är en skulptur i Göteborg, skapad av Charlotte Gyllenhammar. Den är tillverkad dels i grafisk betong, dels i brons. Det 2,45 meter höga monumentet står på Haga kyrkoplan och invigdes den 25 maj 2007 av FN:s förre generalsekreterare Kofi Annan.
Charles Felix Lindbergs donationsfond, där Göteborgs kulturnämnd är styrelse, fick Göteborgs stads uppdrag att uppföra ett minnesmärke över Raoul Wallenberg. En skisstävling utlystes och av fem deltagande konstnärer valdes Charlotte Gyllenhammars förslag med följande motivering:
Den rådgivande gruppen har stannat för Charlotte Gyllenhammar som har valt ett känsloladdat uttryck och som inte har avstått från att väja från det patetiska och sakrala. Skissen är uppfordrande och har ett intressant tilltal.
I Charlotte Gyllenhammars förslag möter man den unge Raoul Wallenberg, som ännu inte mött sitt öde med dess möjligheter och tragedier, i form av ett ungdomsporträtt på en stentavla. Skulpturgruppen framför fotografiet består av två sovande pojkar som vittnar om historiens förtryck.
Det finns andra minnesmärken över Raoul Wallenberg i Sverige och i andra länder, till exempel i Budapest, Bratislava, London och Montréal.